# اس‌اس منگنز
اس‌اس منگنز (به انگلیسی: SS Manganese) یک کشتی بود که طول آن ۲۲۱ فوت ۰ اینچ (۶۷٫۳۶ متر) بود. این کشتی در سال ۱۹۲۵ ساخته شد.